# Leucocoprinus birnbaumii
Espèce
Leucocoprinus birnbaumii, anciennement Lepiota lutea, est un champignon basidiomycète de la famille des agaricacées.
Sans rapport avec le poirier (Birnbaum en allemand), il a été décrit sous le nom d'Agaricus birnbaumii par Corda en l'honneur d'un de ses amis, avant de devenir, entre autres, Bolbitius birnbaumii, Agaricus aureus, Lepiota lutea, Lepiota aurea ou Leucocoprinus aureus.
Assez commun, c'est l'un des rares champignons que l'on peut voir pousser à son domicile.

## Description
- Chapeau 3 à 5 cm, ovoïde puis étalé, jaune pâle, floconneux. Mamelon plus foncé. Marge très striée.
- Lames assez serrées, crème, arête jaune. Sporée jaunâtre pâle.
- Pied 4 à 7 cm, concolore au chapeau, portant un anneau jaune, fugace.
- Chair mince, jaune. Odeur et saveur faibles.

## Habitat
Espèce des pays chauds, ce Leucocoprinus vient dans les régions tempérées dans l'humus des serres ou des plantes d'appartement, apparaissant et disparaissant en quelques jours.

## Comestibilité
Saprophyte, l'espèce ne nuit pas aux plantes mais sa comestibilité est douteuse. On ne laissera pas les carpophores à la portée des enfants ou des animaux domestiques.

## Espèces proches et confusions possibles
L'espèce est proche de nombreux autres Leucocoprinus, (notamment cepistipes, dont il fut un temps considéré comme une variété) ainsi que des petites lépiotes et peut aussi évoquer certains cystodermes. Sa couleur presque uniformément jaune pâle et son habitat particulier facilitent son identification.

## Sources et compléments externes

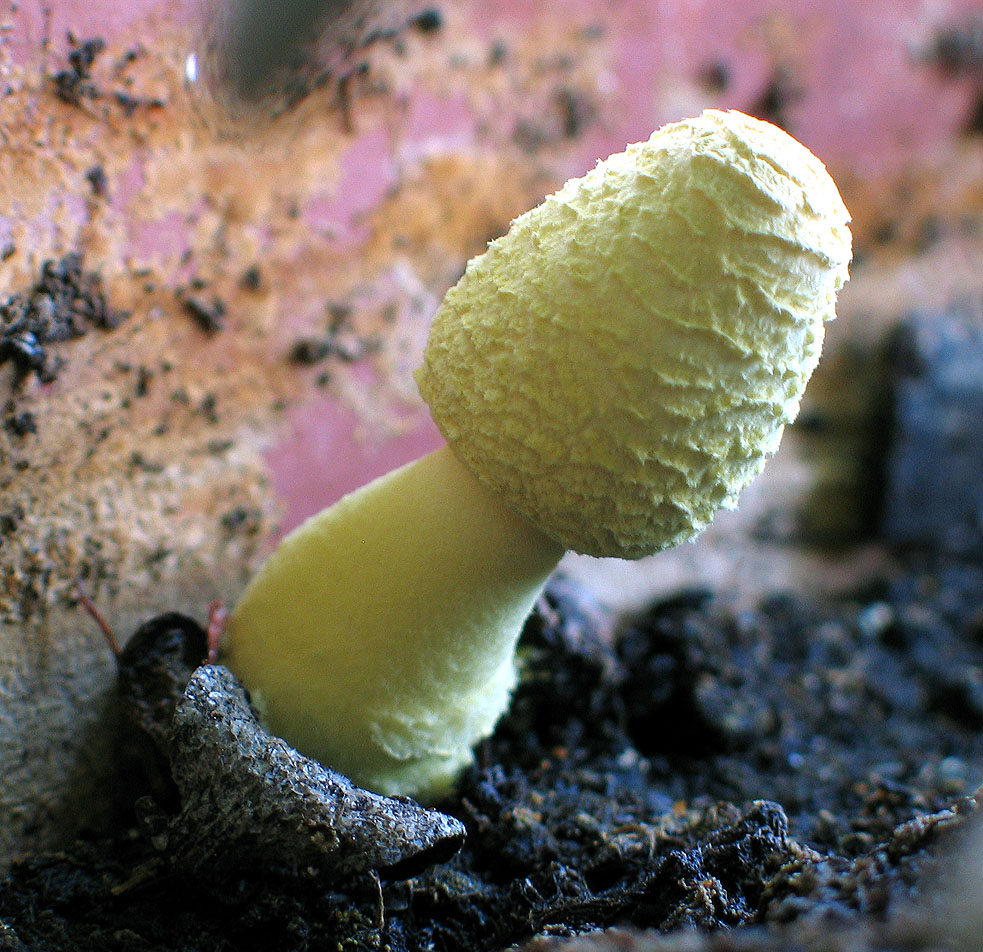
Leucocoprinus birnbaumii jeune

- (en) Index Fungorum : Leucocoprinus birnbaumii
- (en) Catalogue of Life : Leucocoprinus birnbaumii
- ChampYves
- MushroomExpert
- (fr) Société mycologique de France : bibliographie sur Leucocoprinus birnbaumii